# Carrier Air Wing 8

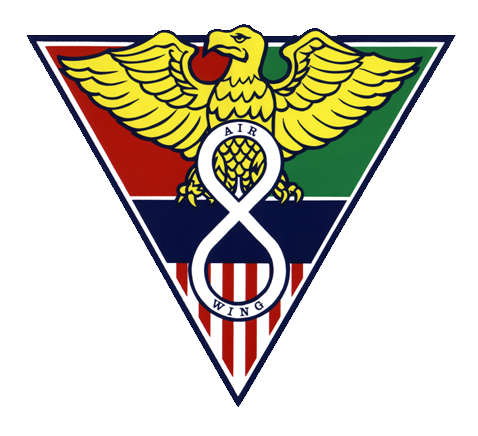

El Carrier Air Wing 8 (CVW-8) es un ala aérea embarcada de la Armada de los Estados Unidos; forma parte del Naval Air Force Atlantic y está asignado al Carrier Strike Group 12 y al portaaviones USS Gerald R. Ford.

## Historia
Fue creado en 1943 y combatió en la guerra del Pacífico; fue in-activado en 1945. Fue re-activado en 1951 y estuvo asignado en diferentes portaaviones. Entre 1970 y 1973 entró en acción en Vietnam con aviones F-4 Phantom II desde el USS America. Terminado este conflicto, en 1980 apoyó la Operación Eagle Claw (Irán). En los años noventa, estuvo en acción en las operaciones Desert Shield (Irak), Desert Storm (Irak) y Provide Comfort (Irak), Deny Flight (Bosnia y Herzegovina), Deliberate Force (Bosnia y Herzegovina) y Allied Force (Yugoslavia). En el siglo XXI, incorporó el avión de caza F/A-18 Hornet y ha sido parte de las fuerzas de la operaciones Enduring Freedom (Afganistán) e Iraqi Freedom (Irak).